# Inquisition (metalband)
Inquisition is een metalband afkomstig uit Cali, Colombia die later verhuisde naar Seattle, Washington. De eerdere nummers behoorden tot het subgenre thrashmetal, maar later begon de band black metal te spelen. Dit begon in 1996 met de ep, Incense of Rest

## Biografie

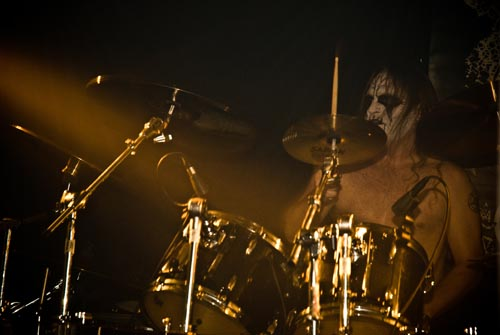
Live op "Hole in the Sky" in 2008.

Inquisition werd in 1988 opgericht door Dagon als een thrashmetal band genaamd Guillotine.
De band veranderde in 1989 de naam naar Inquisition. Volgens Dagon was de naam gekozen omdat het staat voor de menselijke behoefte aan 'dominantie en controle, gebaseerd op een bepaalde periode van de geschiedenis'.

## Bandleden

### Huidige leden
- Dagon – vocalen, gitaren (1988–heden)
- Incubus – drums (1996– heden)

### Oud-leden
- John Santa – drums (1988–1994)
- Endhir Xo Kpurtos – drums (1996)
- Debandt – basgitaar (1998)
- Cesar Santa – basgitaar (1989)
- Carlos Arcila – keyboards, fluit

## Discografie

### Albums
- Into the Infernal Regions of the Ancient Cult (1998)
- Invoking the Majestic Throne of Satan (2002)
- Magnificent Glorification of Lucifer (2004)
- Nefarious Dismal Orations (2007)
- Ominous Doctrines of the Perpetual Mystical Macrocosm (2011)
- Obscure Verses for the Multiverse (2013)
- Bloodshed Across the Empyrean Altar Beyond the Celestial Zenith (2016)
- Black Mass for a Mass Grave (2020)

### Ep's, demos, delen en compilaties
- Anxious Death (1990, ep)
- Forever Under (1993, demo)
- Incense of Rest (1996, ep; later uitgebracht als een deel met Profane Creation)
- Summoning the Black Dimensions in the Farallones / Nema (1996, deel-album met Profane Creation)
- Unholy Inquisition Rites (2004, ep; voorbeschouwing van "Magnificent Glorification of Lucifer" met twee ruwe mixen, een oefennummer, en een live-nummer)
- Anxious Death/Forever Under (2004, compilatie)